# Godło Chińskiej Republiki Ludowej
Godło Chińskiej Republiki Ludowej (chiń. upr. 中华人民共和国国徽; chiń. trad. 中華人民共和國國徽; pinyin Zhōnghuá Rénmín Gònghéguó guóhuī) – oficjalne godło państwowe Chin od 1950 roku.

## Symbolika
Czerwony kolor godła jest zapożyczonym od europejskich organizacji komunistycznych symbolem rewolucji, ale jednocześnie symbolem szczęścia i pomyślności w chińskiej tradycji. Kłosy zboża otaczające wnętrze godła reprezentują chłopstwo, a umieszczone u dołu koło zębate - klasę robotniczą, razem - sojusz robotniczo-chłopski. Nad kołem widnieje Brama Niebiańskiego Spokoju (Tian’anmen) – symbol chińskiej państwowości jako wrota do dawnego pałacu cesarskiego, a także miejsce, z którego w 1 października 1949 r. Mao Zedong proklamował powstanie Chińskiej Republiki Ludowej. Nad bramą umieszczono pięć gwiazd. Największa symbolizuje Komunistyczną Partię Chin, a mniejsze cztery klasy społeczne jakie wyróżniano u zarania ChRL: klasę robotniczą, chłopstwo, drobnomieszczaństwo oraz narodową burżuazję (tj. tych posiadaczy, którzy zgodzili się na nacjonalizację swego majątku). Liczba gwiazd jest również nieprzypadkowa i nawiązuje do wielkiego znaczenia, jakie ma cyfra pięć w tradycyjnej chińskiej numerologii (m.in. pięć pierwiastków a. żywiołów, pięć stron świata, pięć konfucjańskich powinności, pięć jadowitych zwierząt itd.). Inna interpretacja zakłada, iż duża gwiazda symbolizuje Chińczyków Han, stanowiących ok. 92% ludności kraju, zaś cztery mniejsze gwiazdy symbolizują cztery „tradycyjne” (tj. uznawane oficjalnie od 1911 r.) mniejszości narodowe: Mandżurów, Tybetańczyków, Mongołów i Ujgurów.
Godło zostało oficjalnie przyjęte przez Ludową Polityczną Konferencję Konsultatywną Chin 18 czerwca 1950 roku.

## Historyczne wersje herbu

Godło Republiki Chińskiej w latach 1912–1927
Herb Republiki Chińskiej w latach 1928–1949
Herb Chińskiej Republiki Rad w latach 1931–1937
Herb reżimu Wang Jingwei w latach 1940–1945